# Osly-Courtil
Osly-Courtil település Franciaországban, Aisne megyében. Lakosainak száma 325 fő (2022. január 1.). Osly-Courtil Cuisy-en-Almont, Fontenoy, Pernant és Pommiers községekkel határos.

## Népesség
A település népességének változása:
| Lakosok száma | 173  | 239  | 260  | 290  | 308  | 314  | 326  | 330  | 328  | 325  |
|               | 1968 | 1982 | 1990 | 2006 | 2013 | 2015 | 2017 | 2019 | 2020 | 2022 |